# Qixia (Yantai)
Qixia léase Chi-Siá (en chino:栖霞市, pinyin:Qīxiá shì) es un municipio bajo la administración directa de la ciudad-prefectura de Yantai. Se ubica al oeste de la provincia de Shandong, este de la República Popular China. Su área es de 2016 km² y su población total para 2010 fue de +600 mil habitantes.

## Administración
El municipio de Qixia se divide en 15 pueblos que se administran en 2 subdistritos y 13 poblados. 